# RSTA (футбольний клуб)
RSTA (англ. RSTA Football Club) — бутанський футбольний клуб, який виступав в А-Дивізіоні, вищому дивізіоні чемпіонату Бутану, але в 2012 році А-Дивізіон змінила Національна ліга Бутану. Домашні матчі проводить на столичному стадіоні «Чанглімітанг».

## Історія
У сезоні 2002 року виступав в А-Дивізіоні за RSTA, але підсумкове місце, яке зайняла команда невідоме. Єдиним відомим результатом RSTA у вище вказаному сезоні стала поразка (0:5) «Друк Пола».